# Maria Luísa da Toscana
Maria Luísa Josefa Cristina Rosa da Toscana (Florença, 30 de agosto de 1798 - Florença, 15 de junho de 1857), foi arquiduquesa da Áustria e princesa da Toscana por nascimento.

## Biografia
A arquiduquesa Maria Luísa da Áustria, Princesa da Toscana nasceu em 30 de agosto de 1798 em Florença. Ela era filha de Fernando III da Toscana e Luísa das Duas Sicílias. De nascimento, ela era uma arquiduquesa da Áustria e uma princesa da Hungria, Boêmia e Toscana. Ela era uma irmã de Leopoldo II, grão-duque da Toscana e Maria Teresa da Áustria. Ela cresceu na Itália e na Áustria. Ela serviu como a abadessa do Instituto de Mulheres Nobres em Florença. Ela nunca se casou ou teve filhos. Ela morreu em 15 de junho de 1857 aos 58 anos de idade.

## Títulos e estilos
- 1789-1857: Sua Alteza Imperial e Real,  a Arquiduquesa Maria Luísa da Áustria, Princesa da Hungria, Boêmia e Toscana

## Genealogia
| Maria Luísa da Toscana | Pai: Fernando III da Toscana | Avô paterno: Leopoldo II do Sacro Império Romano-Germânico | Bisavô paterno: Francisco I do Sacro Império Romano-Germânico |
| Maria Luísa da Toscana | Pai: Fernando III da Toscana | Avô paterno: Leopoldo II do Sacro Império Romano-Germânico | Bisavó paterna: Maria Teresa da Áustria                       |
| Maria Luísa da Toscana | Pai: Fernando III da Toscana | Avó paterna: Maria Luísa da Espanha                        | Bisavô paterno: Carlos III de Espanha                         |
| Maria Luísa da Toscana | Pai: Fernando III da Toscana | Avó paterna: Maria Luísa da Espanha                        | Bisavó paterna: Maria Amália da Saxônia                       |
| Maria Luísa da Toscana | Mãe: Luísa das Duas Sicílias | Avô materno: Fernando I das Duas Sicílias                  | Bisavô materno: Carlos III de Espanha                         |
| Maria Luísa da Toscana | Mãe: Luísa das Duas Sicílias | Avô materno: Fernando I das Duas Sicílias                  | Bisavó materna: Maria Amália da Saxônia                       |
| Maria Luísa da Toscana | Mãe: Luísa das Duas Sicílias | Avó materna: Maria Carolina da Áustria                     | Bisavô materno: Francisco I do Sacro Império Romano-Germânico |
| Maria Luísa da Toscana | Mãe: Luísa das Duas Sicílias | Avó materna: Maria Carolina da Áustria                     | Bisavó materna: Maria Teresa da Áustria                       |